# Juan Gris

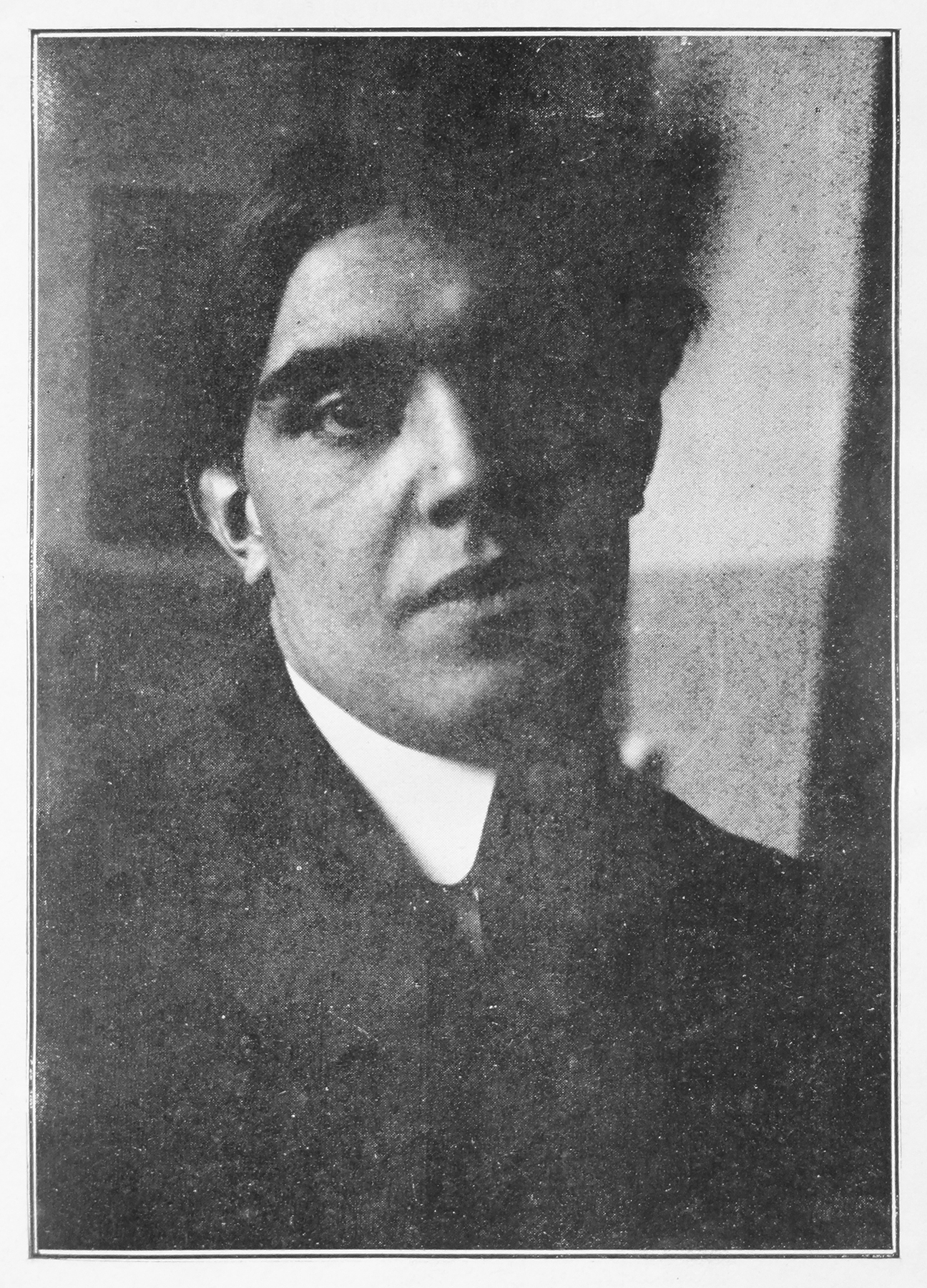
Juan Gris, um 1913

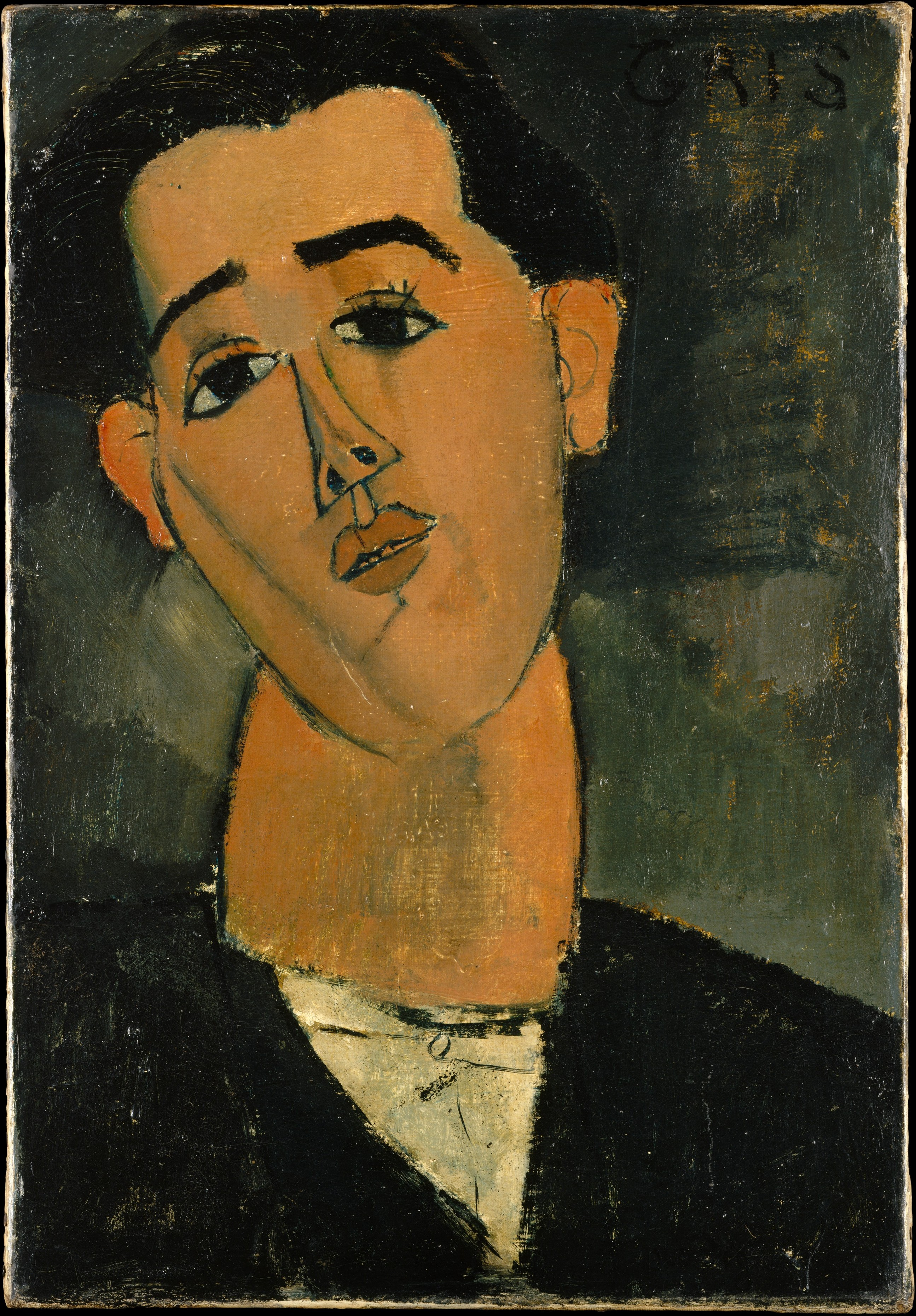
Porträt des Juan Gris geschaffen von Amedeo Modigliani. Ölgemälde auf Leinwand entstanden 1915. Eine Schenkung an das Metropolitan Museum of Art in New York.

Juan Gris (* 23. März 1887 in Madrid; † 11. Mai 1927 in Boulogne-sur-Seine, Frankreich; eigentlich José Victoriano Carmelo Carlos González-Pérez) war ein spanischer Maler.
Neben Pablo Picasso und Georges Braque ist er der Hauptvertreter des synthetischen Kubismus. Gris malte vornehmlich Stillleben, in denen er Bildelemente als Collage neben- und übereinandersetzte. Gris fügte die neuen Gestaltungsprinzipien des Kubismus in ein rationales System ein und war zeit seines Schaffens bemüht, sein künstlerisches Vorgehen auch theoretisch zu vermitteln.

## Leben und Werk

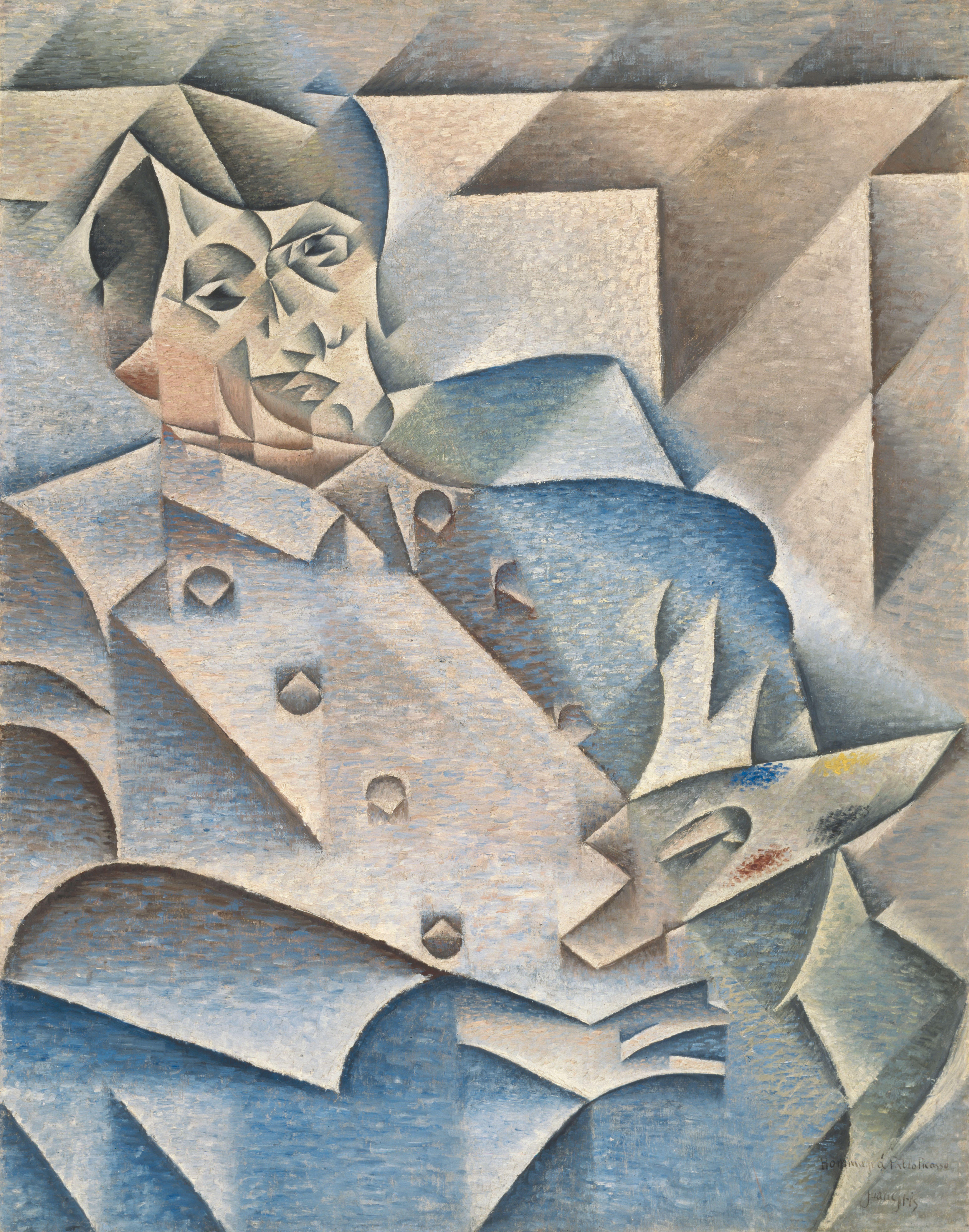
Juan Gris: Porträt von Pablo Picasso, 1912, Art Institute of Chicago

Juan Gris, Sohn eines wohlhabenden Kaufmanns, wurde am 23. März 1887 als José Victoriano González Pérez in Madrid geboren. Er war das dreizehnte von vierzehn Kindern. Bereits in seinen ersten Lebensjahren unterrichtete ihn der Onkel in der Technik des Malens. 1902 begann er sein Studium an der Kunsthochschule Escuela de Artes y Manufacturas in Madrid. 1904 beendete er das Studium und begann eine Künstlerausbildung bei seinem engen Freund José Moreno Carbonero, der später Lehrer von Salvador Dalí wurde. Bereits zu dieser Zeit malte er einige Bilder, die sich am Jugendstil orientierten. Seinen Lebensunterhalt verdiente er mit Buchillustrationen zu Gedichten von José Santos Chocanos. Seine Werke signierte er mit dem Künstlernamen „Juan Gris“.
1906 verließ Gris im Alter von 19 Jahren Spanien und zog nach Paris. Dort hielt er sich mit Karikaturen für satirische Zeitschriften über Wasser, zwei Jahre später zog er ins Bateau-Lavoir. Die Ateliers des Bateau-Lavoir waren zu dieser Zeit ein Sammelpunkt für viele junge Maler und Literaten. Gris traf dort auf Pablo Picasso; von dessen Studien angeregt, wandte er sich wiederum der Malerei zu.

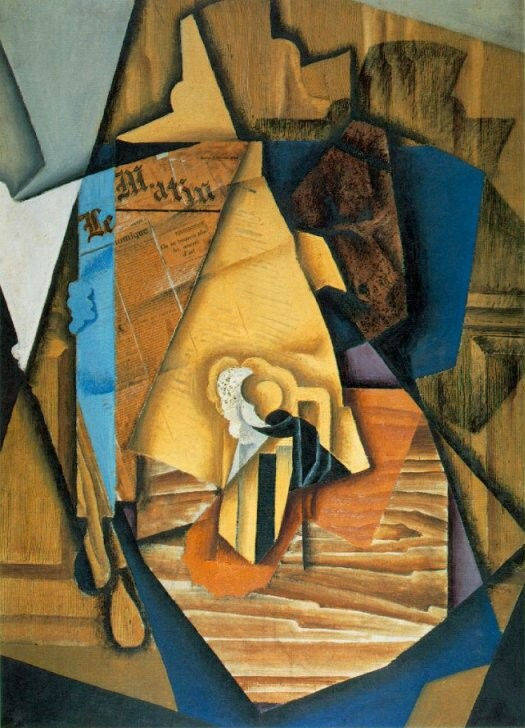
Mann im Café, Collage, 1914, New York

Gris konzentrierte sich von nun an auf den analytischen Kubismus. 1911 entstanden seine ersten Werke, so unter anderem Häuser in Paris, die erste kubistische Züge aufweisen. Seine erste Ausstellung mit 15 Werken hatte er bei Clovis Sagot. Noch im selben Jahr schloss Gris Freundschaft mit dem deutschen Kunsthändler Daniel-Henry Kahnweiler, der Gris unter Vertrag nahm und ihm so Ausstellungsflächen für seine Kunstwerke in Museen und Ausstellungen garantierte. 1912 malte Gris ein Porträt von Pablo Picasso.
1913 begann Gris’ Periode des synthetischen Kubismus. Aus der Auseinandersetzung mit dem Werk Picassos und Braques entstanden seine ersten synthetischen Werke. Elemente wie Zeitungspapier, Tapeten und Scherben fügte er in seine Werke ein. Nach dem Vorbild Braques und Picassos fertigte er seine ersten Papiers collés, eine Frühform des Collage-Verfahrens. Im Jahr 1914 traf Gris bei einem Aufenthalt in Südfrankreich erstmals auf den Maler, Bildhauer und Grafiker Henri Matisse, der seine Maltechnik stark beeinflusste und verfeinerte. Seit dieser Zeit fand Gris zu einer eigenen Bildsprache, in der seine Ausdrucksweise gefestigt scheint. Amedeo Modigliani schuf im Jahr 1915 ein Porträt von Gris.

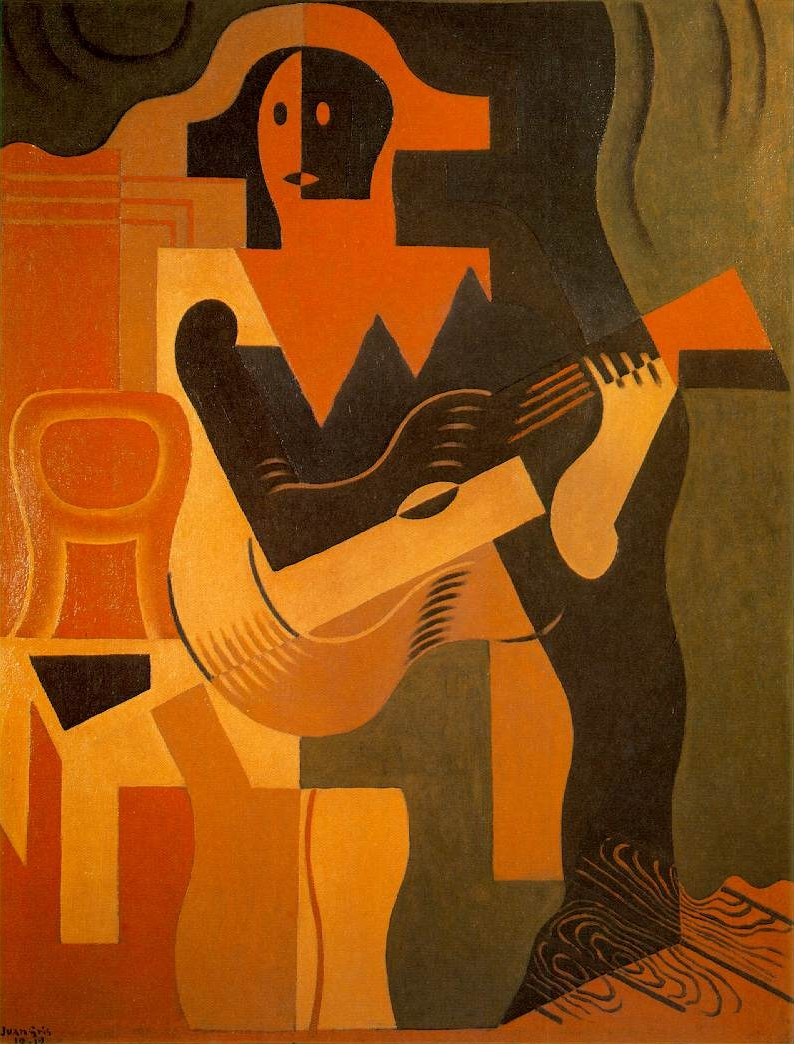
Harlekin mit Gitarre, 1919, Galerie Louise Leiris, Paris

Rückblickend auf seine Anfänge äußerte der Theoretiker Gris in seinem 1925 veröffentlichten Aufsatz Chez les cubistes im Bulletin de la Vie Artistique:

„Der Kubismus? […] Heute bin ich mir klar darüber, dass der Kubismus an seinem Anfang nichts war als eine neue Art, die Welt wiederzugeben […] Ich meine, dass der Kubismus zu Beginn eine Analyse war, die nicht mehr mit Malerei zu tun hatte als die Beschreibung physikalischer Phänomene mit Physik. Aber jetzt, da allen Elementen der sogenannten kubistischen Ästhetik durch die malerische Technik ein Maß gegeben ist ,[…] kann man ihm diesen Vorwurf nicht mehr machen. Wenn das, was man Kubismus nannte, nur ein bestimmter Aspekt war, so ist der Kubismus verschwunden, wenn er eine Ästhetik ist, so hat er sich mit der Malerei vereinigt.“

Im Jahr 1916 begann Gris’ architektonische Phase, in der er bei seinen Bildern mehr Wert auf die Formen als auf die Farben legte. Durch die im Jahr darauf folgende Bekanntschaft mit dem französischen Bildhauer Jacques Lipchitz begann Gris neben seiner Malerei mit dem Formen von Skulpturen. Ab den 1920er Jahren wurde Gris’ Stil poetischer. Er brachte Stillleben und Landschaften in einer Bildebene zusammen. Für die Umrissgestaltung verwendete er nun häufig eine Wellenform, die beispielsweise in seinen Pierrot- und Harlekindarstellungen sichtbar werden. Gris arbeitete nun auch häufig für das Theater und schuf unter anderem Kostüme und Dekorationen für Djagilews Ballets Russes sowie für Charles Gounods Oper La colombe. Weiterhin war er ein gefragter Buchillustrator.
1925 erkrankte Juan Gris schwer, sein Zustand verschlechterte sich schnell. Am 11. Mai 1927 starb er in Paris vierzigjährig an einer Harnvergiftung. Einige seiner Werke wurden postum auf der documenta 1 (1955), der documenta II (1959) und der documenta III im Jahr 1964 in Kassel gezeigt. Juan Gris wurde in der Pariser Freimaurerloge Voltaire in den Bund der Freimaurer aufgenommen.

## Werke (Auswahl)

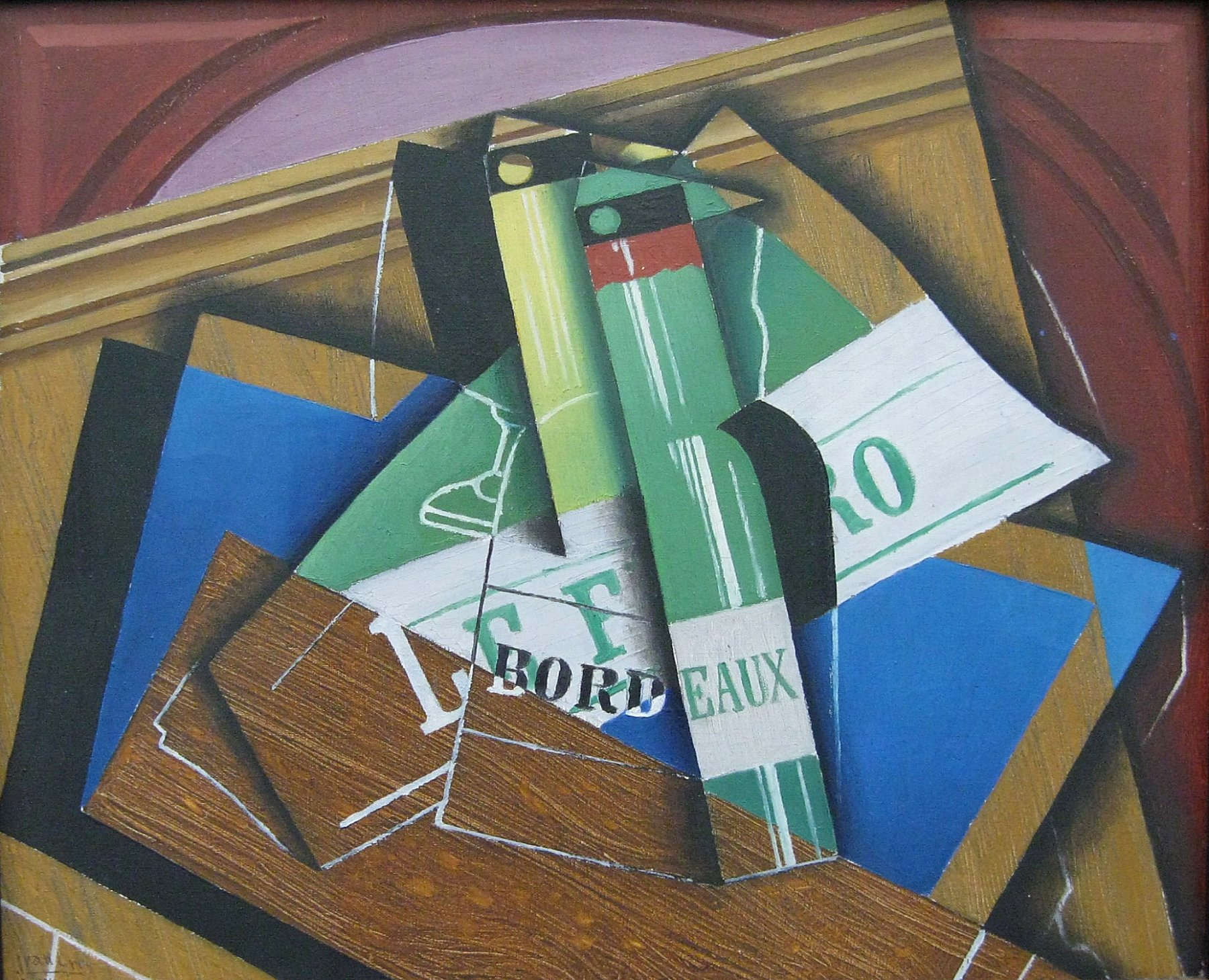
Die Bordeauxflasche, 1915, Pinakothek der Moderne

- Häuser in Paris (Solomon R. Guggenheim Museum, New York), 1911
- Stillleben mit Karaffe (Privatbesitz Dr. Speiser, Basel), 1912
- Stillleben mit einer Gitarre (Metropolitan Museum of Art, New York), 1913
- Der Raucher (Museo Thyssen-Bornemisza, Madrid), 1913
- Violine und Schachbrett, (Privatbesitz), 1913
- Die Teetassen (K20-Kunstsammlung Nordrhein-Westfalen, Düsseldorf), 1914
- Das Frühstück (Musée national d'art moderne, Centre Pompidou, Paris), 1915
- Gitarre, Buch und Zeitung (Öffentliche Kunstsammlung, Basel), 1920